# 아미설프라이드
아미설프라이드(영어: amisulpride)는 조현병 치료제인 비정형 항정신병약이다. 상품명인 바헴시스(Barhemsys)나 솔리안(Solian) 으로도 알려져 있으므로, 국내 업체인 명인제약의 경우, '아미썰'이라는 제네릭 의약품으로 2013년에 출시한 바 있다. 저용량에서는 기분부전장애 등 음성 증상의 치료에도 사용되므로, 체중 증가 및 추체 외로계 장애 등 부작용이 현저히 낮은 조현병 치료제이다.